# Victor Boniface
Victor Okoh Boniface (ur. 23 grudnia 2000) – nigeryjski piłkarz występujący na pozycji napastnika w niemieckim klubie Bayer Leverkusen i w reprezentacji Nigerii.

## Kariera klubowa
4 marca 2019 podpisał kontrakt z klubem FK Bodø/Glimt. Zadebiutował 22 września 2019 w meczu Eliteserien przeciwko Ranheim Fotball (1:1). Pierwszą bramkę zdobył 1 grudnia 2019 w meczu ligowym przeciwko Molde FK (4:2). W sezonie 2019 jego zespół zajął drugie miejsce w tabeli zdobywając wicemistrzostwo Norwegii. 27 sierpnia 2020 zadebiutował w kwalifikacjach do Ligi Europy UEFA w meczu przeciwko Žalgirisowi Kowno (6:1), w którym zdobył swoją pierwszą bramkę w tych rozgrywkach. W sezonie 2020 jego drużyna zajęła pierwsze miejsce w tabeli i zdobyła mistrzostwo Norwegii.
W sierpniu 2022 zawarł czteroletnią umowę z belgijskim klubem Union SG, z opcją przedłużenia o rok. W sezonie 2022/2023 został królem strzelców Ligi Europy zdobywając 6 bramek oraz został umieszczony w drużynie sezonu.
22 lipca 2023 podpisał kontrakt z niemieckim Bayerem Leverkusen, obowiązujący do końca czerwca 2028. Koszt zakupu Bonifacego z Union SG wyniósł 16 milionów euro.

## Statystyki
(aktualne na dzień 3 czerwca 2024)
| Klub               | Sezon              | Liga               | Liga  | Liga   | Puchar kraju | Puchar kraju | Europa | Europa | Suma  | Suma   |
| Klub               | Sezon              | Liga               | Mecze | Bramki | Mecze        | Bramki       | Mecze  | Bramki | Mecze | Bramki |
| ------------------ | ------------------ | ------------------ | ----- | ------ | ------------ | ------------ | ------ | ------ | ----- | ------ |
| FK Bodø/Glimt      | 2019               | Eliteserien        | 8     | 1      | 0            | 0            | –      | –      | 8     | 1      |
| FK Bodø/Glimt      | 2020               | Eliteserien        | 24    | 6      | 0            | 0            | 3      | 2      | 27    | 8      |
| FK Bodø/Glimt      | 2021               | Eliteserien        | 1     | 0      | 0            | 0            | 0      | 0      | 1     | 0      |
| FK Bodø/Glimt      | 2022               | Eliteserien        | 15    | 6      | 5            | 3            | 10     | 5      | 30    | 14     |
| FK Bodø/Glimt      | Ogólnie            | Ogólnie            | 48    | 13     | 5            | 3            | 13     | 7      | 66    | 23     |
| Union SG           | 2022/23            | Eerste klasse A    | 37    | 9      | 4            | 2            | 10     | 6      | 51    | 17     |
| Bayer              | 2023/24            | Bundesliga         | 23    | 14     | 3            | 2            | 8      | 5      | 34    | 21     |
| Ogólnie w karierze | Ogólnie w karierze | Ogólnie w karierze | 108   | 36     | 12           | 7            | 31     | 18     | 151   | 61     |

## Sukcesy

### Indywidualne
- Król strzelców Ligi Europy 2022/2023ː 6 goli

### Bayer 04 Leverkusen
- Mistrzostwo Niemiec (1x): 2023/2024
- Puchar Niemiec (1x): 2023/2024

### FK Bodø/Glimt
- Mistrzostwo Norwegii (2×): 2020, 2021
- Wicemistrzostwo Norwegii (1×): 2019